# Shayetet 13
Shayetet 13 (hébreu : שייטת 13, lit. 13e flottille) est l'unité d'élite de la Marine israélienne et l'une des 3 principales unités de Forces Spéciales de l'armée de Défense d'Israël.
S'13 (diminutif de Shayetet 13) est spécialisée dans les incursions terrestres par la mer, le sabotage, l'antiterrorisme, l'intervention sur prise d'otage en milieux maritime, l'exécution d'opération spéciale et la guerre non conventionnelle (anti-guérilla).
L'unité est l'une des plus secrètes de l'armée israélienne, les informations et détails des missions sont confidentiels et les commandos de S'13 sont gardés dans l'anonymat.
S'13 est respectée et considérée parmi les meilleurs forces spéciales au monde [1], et souvent comparée aux Commando Marine français, aux SEAL américains et au très secret SEAL Team Six.
Les volontaires pour Shayetet 13 sont tenus de signer pour 18 mois supplémentaires aux 36 mois obligatoires du service militaire israélien.

## Recrutement et formation
Les volontaires qui aspirent à porter un jour l'insigne devront passer par plusieurs phases de sélections qui s'étendent sur plusieurs mois avant l'engagement dans l'armée. Les volontaires seront mis en compétition et seuls les meilleurs seront retenus pour commencer la formation.
La formation pour devenir commando est d'une durée de 20 mois et est considérée par beaucoup comme la plus dure de l'armée de Défense d'Israël.

## Fondation
S'13 est l'une des plus anciennes unités de forces spéciales israéliennes. Elle a été créée par Yohai Ben Nun en 1949 avec des hommes du PALYAM, la brigade marine de la Haganah.